# 1919 au Yukon
Chronologie du Yukon
- 1915
- 1916
- 1917
- 1918
- 1919
- 1920
- 1921
- 1922
- 1923

Cette page concerne des événements d'actualité qui se sont produits durant l'année 1919 dans le territoire canadien du Yukon.

## Politique
- Commissaire de l'or : George P. MacKenzie
- Législature : 4e

## Événements
- 3 mai : Les femmes sont autorisés à voter au Yukon.

## Naissances
- 31 décembre : James Smith (en), commissaire du Yukon († 14 avril 2017)

## Décès
- 30 janvier : Sam Steele, gendarme et politicien (º 5 janvier 1849)